# Ryeland Allison
Pour les articles homonymes, voir Allison.
Ryeland Allison est un compositeur américain de musique de films, né le 7 octobre 1967. Il travaille régulièrement au studio Remote Control Productions. Il est le fils de l'acteur Keith Allison.

## Filmographie
- 1992 : Toys de Barry Levinson (musique de Hans Zimmer) (musicien : percussions)
- 1994 : Drop Zone de John Badham (musique de Hans Zimmer) (musiques additionnelles et musicien)
- 1995 : Bad Boys de Michael Bay (musique de Mark Mancina) (musicien)
- 1995 : Man of the House de James Orr (musique de Mark Mancina) (musiques additionnelles)
- 1996 : Le Fan de Tony Scott (musique de Hans Zimmer) (musicien)
- 1996 : Broken Arrow de John Woo (musique de Hans Zimmer) (musicien)
- 1996 : Bio-Dome de Jason Bloom (en) (musique d'Andrew Gross) (synthétiseur programmation)
- 1997 : Volte-face de John Woo (musique de John Powell) (musicien)
- 1998 : Livraison Express de Jason Bloom (en) (musique d'Andrew Gross) (musiques additionnelles)
- 1998 : La Ligne rouge de Terrence Malick (musique de Hans Zimmer) (musicien : percussions)
- 1998 : Fourmiz d'Eric Darnell (musique d'Harry Gregson-Williams et John Powell) (musicien : percussions)
- 1999 : Saturn de Rob Schmidt
- 1999 : L'Équipe rouge de Jeremy Haft (musique de Ken Williams) (thème principal)
- 2000 : Big Monster on Campus de Mitch Marcus
- 2000 : The Extreme Adventures of Super Dave de Peter MacDonald (film vidéo) (musique d'Andrew Gross) (programmation)
- 2001 : Spy game, jeu d'espions de Tony Scott (musique de Harry Gregson-Williams) (musiques additionnelles)
- 2003 : Sexe, Lycée et Vidéo (After School Special) de David M. Evans (musique de  Randy Gerston et d'Andrew Gross) (musiques additionnelles)
- 2004 : Shrek 2 d'Andrew Adamson (musique de Harry Gregson-Williams) (programmation)
- 2004 : Gang de requins d'Éric Bergeron (musique de Hans Zimmer) (programmation)
- 2005 : Madagascar d'Eric Darnell (musique de Hans Zimmer) (musiques additionnelles)
- 2005 : The Weather Man de Gore Verbinski (musique de Hans Zimmer et James S. Levine) (musicien : perscussions)
- 2005 : The Island de Michael Bay (musique de Steve Jablonsky) (arrangements et programmation additionnelle)
- 2006 : The Holiday de Nancy Meyers (musique de Hans Zimmer) (musiques additionnelles)
- 2007 : Bee Movie de Steve Hickner (musique de Rupert Gregson-Williams) (musiques additionnelles)
- 2007 : Hitman de Xavier Gens (musique de Geoff Zanelli) (musiques additionnelles)
- 2007 : The Simpsons Movie de David Silverman (musique de Hans Zimmer) (musiques additionnelles)
- 2008 : Iron Man de Jon Favreau (musique de Ramin Djawadi) (musiques additionnelles)
- 2008 : Frost/Nixon de Ron Howard (musique de Hans Zimmer) (musiques additionnelles)
- 2008 : Casi divas de Issa López (musique de Hans Zimmer) (musiques additionnelles)
- 2008 : Angles d'attaque de Pete Travis (musique d'Atli Örvarsson) (musiques additionnelles)
- 2008 : The List de Marcel Langenegger (musique de Ramin Djawadi) (musiques additionnelles)